# Tom Nicon
Tom Nicon (22 tháng 3 1988 – 18 tháng 6 2010) người mẫu nổi tiếng của các nhãn hiệu Burberry, Louis Vuitton, GQ và Vogue, anh chết khi nhảy từ tầng 4 nhà riêng xuống.

## Tự tử
Thi thể anh được tìm thấy tại nhà riêng ở Milan, Italy. Cảnh sát khẳng định nguyên nhân ban đầu của cái chết là do anh đã ngã xuống từ cửa sổ tầng 4. Trước đó, Tom đã tham gia buổi tập luyện chuẩn bị sự kiện tuần lễ thời trang dành cho nam giới được tổ chức tại Milan.
Bạn của Tom cho biết trong thời gian gần đây anh ấy đang rất là suy sụp, thậm chí thường xuyên rơi vào trạng thái trầm cảm sau khi chia tay với người yêu.
Cái chết của Tom khiến cho bạn bè, đồng nghiệp vô cùng sững sờ và nuối tiếc, bởi anh mới chỉ 22 tuổi và vẫn còn cả một sự nghiệp đầy hứa hẹn ở phía trước. 